# Biston varianaria
Biston varianaria är en fjärilsart som beskrevs av Charles Swinhoe, 1889. Biston varianaria ingår i släktet Biston och familjen mätare, Geometridae.